# Vlastimil Hajšman
Vlastimil Hajšman (26. února 1928, Ledenice – 3. března 1978, České Budějovice) byl československý hokejový útočník (pravé křídlo) a trenér.

## Hráčská kariéra
S hokejem začal pozdě, až ve dvanácti letech začal hrát za žáky Stadionu České Budějovice. Po skončení II. světové války v roce 1945 přešel do Meteoru České Budějovice, v sezoně 1948/1949 týmu unikl postup do první ligy. Po absolvování povinné dvouleté vojenské služby se vrátil do Českých Budějovic a v dresu Slavoje hrál za tým až do sezóny 1961/1962. V roce 1953 i díky jeho vstřeleným dvaceti gólům Slavoj obsadil třetí místo.
Jako reprezentant se zúčastnil olympiády v roce 1952 bez medailového umístění. Na mistrovských šampionátech hrál dvakrát, a to na MS 1954 ve švédském Stockholmu a na MS 1955 v Německu, kde získal svoji jedinou medaili, bronzovou.
V reprezentačním dresu odehrál celkem 50 zápasů a vstřelil 24 gólů.

## Trenérská kariéra
Po trenérském působení u Dukly Písek hrající druhou ligu v sezoně 1969/1970 přešel do Českých Budějovic , kde tým dovedl do nejvyšší soutěže. Na začátku sedmdesátých let začal trénovat polský klub Naprzód Janów, který senzačně dovedl ke stříbrné medaili.
Vzhledem k vážnému onemocnění musel skončit s hokejovou prací, dlouhých sedm let bojoval s těžkou ledvinovou nemocí. Zemřel ve věku 50 let.
Na jeho počest se konal v Českých Budějovicích turnaj dorosteneckých týmů pod názvem Memoriál Vlastimila Hajšmana.